# 小野共
小野 共（おの きょう、1969年（昭和44年）2月21日 - ）は、日本の政治家。岩手県釜石市長。元岩手県議会議員（4期）。元釜石市議会議員（1期）。父は元釜石市長、元衆議院議員の小野信一。

## 来歴
岩手県釜石市出身。釜石市立唐丹小学校、釜石市立唐丹中学校、岩手県立釜石南高等学校卒業。アメリカ合衆国オハイオ州にあるハイデルバーグ大学を卒業後、マサチューセッツ州にあるサフォーク大学大学院修士課程を修了する。
日本に帰国後はカメイ株式会社本社、有限会社小野惣商店に勤務する。
2007年、釜石市議会議員選挙に初当選。1期務める。
2010年、岩手県議会議員補欠選挙に民主党公認で立候補し、初当選。2015年に民主党を離党。県議は4期目務め、2021年9月からは副議長も務めた。
2023年11月12日投開票の釜石市長選挙に無所属で立候補し、20年ぶりとなった選挙戦で新人の自動車サービス会社社長の神山正行を破って初当選を果たした。※当日有権者数：26,227人
開票結果は、当選 小野共（54歳）無所属 新 10,239票、神山正行（43歳）無所属 新 3,077票だった。